# Дезіре
«Дезіре» (фр. Désiré) — французька кінокомедія 1996 року, знята режисером Бернаром Мюра, з Жаном-Полем Бельмондо і Фанні Ардан у головних ролях.

## Сюжет
Дезіре — французькою означає «бажаний». Дезіре закохується у своїх господинь, стає бажаним, але ті, через свої соціальні упередження, відразу розлучаються з ним. Своїй черговій господині, коханці міністра Монтаньяка Одетті Клері, Дезіре відверто зізнається через своє останнє звільнення. Але його таки беруть на службу. І тут Дезіре починає з'являтися Одетті уві сні. Вона мріє, що вони кохаються, і весь будинок чує її стогнання: «О, Дезіре! О, коханий!». Якось, не знаючи про присутність одне одного, вони зупиняються на ніч у великому салоні. Почувши крики уві сні мадам, Дезіре будить її і висловлює усе, що про це думає. Після чого з гордо піднятою головою залишає будинок Монтаньяка.

## У ролях
- Жан-Поль Бельмондо — Дезіре
- Фанні Ардан — Одетта Клері
- Клод Ріш — Монтаньяк
- Беатріс Даль — Мадлен
- Жан Янн — Корніш
- Домінік Лаванан — Генрієтта
- Анні Грегоріо — другорядна роль

## Знімальна група
- Режисер — Бернар Мюра
- Сценарій — за твором Саши Гітрі
- Оператор — Рікардо Аронович
- Композитор — Жан-Клод Петі
- Художник — Франсуа Комте